# Anna Samusionek
Anna Samusionek (ur. 24 czerwca 1971 w Olsztynie) – polska aktorka teatralna i filmowa.

## Życiorys
Jest absolwentką III Liceum Ogólnokształcącego im. Mikołaja Kopernika w Olsztynie i Państwowej Wyższej Szkoły Teatralnej w Warszawie. Będąc nastolatką, przez dwa lata tańczyła w zespole tańca nowoczesnego „Parodox”.
W latach 90. występowała w Teatrze im. Adama Mickiewicza w Częstochowie. Na ekranie zadebiutowała w 1996 epizodyczną rolą w drugiej serii serialu Ekstradycja. W 1997 premierę miał film Darmozjad polski, w którym zagrała jedną z głównych ról. W tym samym roku była hostessą w teleturnieju TVP Koło Fortuny w zastępstwie Magdy Masny z powodu urlopu macierzyńskiego dotychczasowej hostessy. Za rolę Zosi w filmie została nagrodzona Złotym Lwem w kategorii „Najlepsza drugoplanowa rola kobieca”. W 2007 uczestniczyła w piątej edycji programu rozrywkowego TVN Taniec z gwiazdami. W kwietniu 2008 wspólnie z Markiem Szambelanem założyła fundację „Razem Lepiej”, w której pełniła funkcję wiceprezesa zarządu. Od 2009 gra w serialu TVN Na Wspólnej, w którym wciela się w postać Ilony Zdybickiej.

### Życie prywatne
Ma młodszego o 22 lata brata, Michała.
Mieszka w Warszawie. Jej pierwszym mężem był Paweł Burczyk, a drugim – przedsiębiorca Krzysztof Zuber, z którym toczyła sądowy spór o prawa do opieki nad córką, Mią (ur. 4 października 2002). Była również w nieformalnym związku z adwokatem Jerzym Czarkwianim.
Jest adwentystką dnia siódmego.

## Filmografia
- 1995: Fitness club – klientka fitness clubu
- 1995: Pokuszenie – postulantka
- 1996: Ekstradycja – dziewczyna nad jeziorem (odc. 4)
- 1997: Złotopolscy – Marysia Biernacka (odc. 3)
- 1997: Prostytutki – aptekarka
- 1997: Darmozjad polski – Zosia
- 1998: Z pianką czy bez – Katarzyna Steczyk (odc. 1-2, 4-6, 8-9)
- 1998: Matki, żony i kochanki – Janka, żona Kazika (seria II)
- 1998: 13 posterunek – blondynka zgłaszająca kradzież samochodu (odc. 41)
- 1999: Tydzień z życia mężczyzny – dziennikarka
- 1999: Prawo ojca – Angelika, żona Jurasa
- 1999: Policjanci – Majka (odc. 1, 5, 7, 9-11)
- 1999: O dwóch takich co nic nie ukradli – Magda
- 2000: Zakochani – Violetta Pytlasińska, asystentka Bobickiego
- 2000: Słoneczna włócznia – matka Matyldy (odc. 6)
- 2000: Egoiści – kobieta
- 2000-2001: Miasteczko – Irena, żona Tomka Tarnowskiego, dziennikarka telewizyjna
- 2001: Przeprowadzki – panna Agata Turska, służąca Kubiczów (odc. 6)
- 2001: Na dobre i na złe – Grażyna Nowak, matka Samanty (odc. 68)
- 2002: Miodowe lata – Anita (odc. 96)
- 2003-2006: Plebania – Konstancja Rozwadowska-Tracz
- 2003: Glina – Kinga Stępień (odc. 5)
- 2004: Stacyjka – dentystka Sandra Por, żona Albina (odc. 2, 5-8, 12)
- 2004: Pensjonat pod różą – Sara Karnowska (odc. 23)
- 2005: Barbórka – Anita, gwiazda telenoweli
- 2005: Pitbull – kobieta ormianina (odc. 1)
- 2005: Oficer – prokurator Renata Misiuwaniec (odc. 13)
- 2005: Klinika samotnych serc – żona mężczyzny, który chciał się rzucić z dachu (odc. 1)
- 2005: Fale. Wyjazd – Ewa
- 2006: Oficerowie – prokurator Renata Misiuwaniec (odc. 7, 9)
- 2006: Kryminalni – Dorota (odc. 51)
- 2006: Gabriela – koleżanka Gabrieli z dawnych lat
- 2006: May Baby – motocyklistka (odc. 4)
- 2007: Twarzą w twarz – Jadwiga, żona Romana (odc. 7)
- 2008: Trzeci oficer – prokurator Renata Misiuwaniec (odc. 1, 4, 6-7, 10
- od 2009: Na Wspólnej – Ilona Zdybicka
- 2010 Samo życie – Katarzyna Kryńska
- 2010: Ludzie chudego – Ilona Kocińska, była żona Mariana (odc. 3-4, 7, 10)
- 2010: Hotel 52 – Grażyna, kochanka Mamińskiego (odc. 3)
- 2011: Rezydencja – Justyna
- 2011-2012: Przepis na życie – Kasia Kołacz (odc. 16-22, 38)
- 2011: Och, Karol 2 – Kołodziejowa
- 2011: Linia życia – Sylwia Nowik
- 2011: Czas honoru – Teresa Piontek (odc. 40-43)
- 2012: Ja to mam szczęście! – Paulina Zając, szkolna koleżanka Jerzego (odc. 15)
- 2013: Hotel 52 – Paulina, była żona Jana Wilczyńskiego (odc. 87)
- 2014: Mały palec – Wanda
- 2015: Wilczy bilet – kasjerka na dworcu
- 2016: Smoleńsk – prawicowa dziennikarka
- 2017: Pod wspólnym niebem – Bożena Kapulecka
- 2017: Labirynt świadomości – Krystyna Dolińska, żona samobójcy
- 2018: Ojciec Mateusz – Grażyna Zięba (odc. 241)
- 2019: Zawsze warto – właścicielka kawiarni, szefowa Ady (odc. 6-9, 11)
- 2019-2025: Na dobre i na złe – Lucyna Sikorka
- 2022: Gierek – lekarka
- 2023: Porady na zdrady 2 – Aneta
- od 2025: Pierwsza miłość – Łucja Reterska, teściowa Amelii

## Teatr Telewizji
- 1994: Upiór – upiornica
- 1994: O, Beri-Beri – matka IV
- 1998: Ściana Artura, czyli co zrobimy z Henrietą – Elsie
- 1999: Od czasu do czasu – Dzika
- 1999: Łamigłówka – młoda pani Dżonson
- 2000: Urodziny mistrza – młoda
- 2001: Noc czerwcowa – Brońcia